# Ümit Şamiloğlu
Ümit Şamiloğlu (né le 29 septembre 1980 à Doğubayazıt) est un gymnaste turc. Sa spécialité de prédilection est la barre fixe.
Il remporte la médaille de bronze à la barre fixe aux Championnats d'Europe de gymnastique artistique masculine 2008 et la médaille d'or à cet agrès lors des Jeux méditerranéens de 2013 à Mersin.
II obtient la médaille d'argent par équipes aux Jeux méditerranéens de 2018 et aux Championnats d'Europe de gymnastique artistique masculine 2020.